# Montreux Volley Masters de 2018
O Montreux Volley Masters de 2018 foi a trigésima terceira edição deste torneio, cujas partidas aconteceram no Pierrier Sports Hall, na cidade de Montreux, Suíça, entre o período de 4 a 9 de Setembro de 2018, conta com a participação de oito seleções. A Itália sagrou-se campeã do torneio ao bater a Rússia na final, a seleção da Turquia conquistou a medalha de bronze.

## Seleções participantes
As seguintes seleções participam desta edição:
| - Brasil - Camarões - China - Itália | - Polônia - Rússia - Suíça - Turquia |

## Grupo A
|     |         |     | Jogos | Jogos | Jogos | Resultados | Resultados | Resultados | Resultados | Resultados | Resultados | Sets | Sets | Sets  | Pontos | Pontos | Pontos |
| Pos | Equipe  | Pts | T     | V     | D     | 3–0        | 3–1        | 3–2        | 2–3        | 1–3        | 0–3        | V    | P    | R     | V      | P      | R      |
| --- | ------- | --- | ----- | ----- | ----- | ---------- | ---------- | ---------- | ---------- | ---------- | ---------- | ---- | ---- | ----- | ------ | ------ | ------ |
| 1   | Turquia | 9   | 3     | 3     | 0     | 2          | 1          | 0          | 0          | 0          | 0          | 9    | 1    | 9,000 | 249    | 206    | 1.209  |
| 2   | Itália  | 6   | 3     | 2     | 1     | 2          | 0          | 0          | 0          | 0          | 1          | 6    | 3    | 2,000 | 213    | 177    | 1.203  |
| 3   | China   | 3   | 3     | 1     | 2     | 1          | 0          | 0          | 0          | 1          | 1          | 4    | 6    | 0.667 | 206    | 218    | 0.945  |
| 4   | Suíça   | 0   | 3     | 0     | 3     | 0          | 0          | 0          | 0          | 0          | 3          | 0    | 9    | 0,000 | 158    | 225    | 0.702  |

Resultados

Todos os jogos no horário da Suiça.
| Data   | Hora  |           | Placar |            | Set 1 | Set 2 | Set 3 | Set 4 | Set 5 | Total | Relatório |
| ------ | ----- | --------- | ------ | ---------- | ----- | ----- | ----- | ----- | ----- | ----- | --------- |
| 04 set | 16:30 | 'China '  | 3–0    | Suíça      | 25–21 | 25–14 | 25–10 |       |       | 75–45 | 75–45     |
| 04 set | 21:15 | Itália    | 0–3    | ' Turquia' | 18–25 | 24–26 | 21–25 |       |       | 63–76 | 63–76     |
| 05 set | 18:45 | China     | 0–3    | ' Itália'  | 20–25 | 13–25 | 13–25 |       |       | 46–75 | 46–75     |
| 06 set | 16:30 | 'Itália ' | 3–0    | Suíça      | 25–15 | 25–18 | 25–22 |       |       | 75–55 | 75–55     |
| 06 set | 18:45 | China     | 1–3    | ' Turquia' | 19–25 | 18–25 | 25–23 | 23-25 |       | 85–73 | 85–98     |
| 07 set | 16:30 | Suíça     | 0–3    | ' Turquia' | 21–25 | 15–25 | 22–25 |       |       | 58–75 | 58–75     |

## Grupo B
|     |          |     | Jogos | Jogos | Jogos | Resultados | Resultados | Resultados | Resultados | Resultados | Resultados | Sets | Sets | Sets  | Pontos | Pontos | Pontos |
| Pos | Equipe   | Pts | T     | V     | D     | 3–0        | 3–1        | 3–2        | 2–3        | 1–3        | 0–3        | V    | P    | R     | V      | P      | R      |
| --- | -------- | --- | ----- | ----- | ----- | ---------- | ---------- | ---------- | ---------- | ---------- | ---------- | ---- | ---- | ----- | ------ | ------ | ------ |
| 1   | Brasil   | 7   | 3     | 2     | 1     | 1          | 1          | 0          | 1          | 0          | 0          | 8    | 4    | 2,000 | 278    | 238    | 1.168  |
| 2   | Rússia   | 6   | 3     | 2     | 1     | 2          | 0          | 0          | 0          | 1          | 0          | 7    | 3    | 2.333 | 243    | 203    | 1.197  |
| 3   | Polônia  | 5   | 3     | 2     | 1     | 1          | 0          | 1          | 0          | 0          | 1          | 6    | 5    | 1.200 | 242    | 244    | 0.992  |
| 4   | Camarões | 0   | 3     | 0     | 3     | 0          | 0          | 0          | 0          | 0          | 3          | 0    | 9    | 0,000 | 147    | 225    | 0.653  |

Resultados

Todos os jogos no horário da Suiça.
| Data   | Hora  |           | Placar |            | Set 1 | Set 2 | Set 3 | Set 4 | Set 5 | Total  | Relatório |
| ------ | ----- | --------- | ------ | ---------- | ----- | ----- | ----- | ----- | ----- | ------ | --------- |
| 04 set | 18:45 | 'Brasil ' | 3–1    | Rússia     | 24–26 | 25–21 | 25–21 | 25–23 |       | 99–91  | 99–91     |
| 05 set | 16:30 | Camarões  | 0–3    | ' Rússia'  | 15–25 | 17–25 | 13–25 |       |       | 45–75  | 45–75     |
| 05 set | 21:15 | Brasil    | 2–3    | ' Polônia' | 20–25 | 25–21 | 25–22 | 22-25 | 12-15 | 104–68 | 104–108   |
| 06 set | 21:15 | Camarões  | 0–3    | ' Polônia' | 19–25 | 22–25 | 22–25 |       |       | 63–75  | 63–75     |
| 07 set | 18:45 | 'Rússia ' | 3–0    | Polônia    | 25–16 | 27–25 | 25–18 |       |       | 77–59  | 77–59     |
| 07 set | 21:45 | 'Brasil ' | 3–0    | Camarões   | 25–11 | 25–15 | 25–13 |       |       | 75–39  | 75–39     |

## Decisão do 5º e 7º lugar
| Data   | Hora  |             | Placar |         | Set 1 | Set 2 | Set 3 | Set 4 | Set 5 | Total | Relatório |
| ------ | ----- | ----------- | ------ | ------- | ----- | ----- | ----- | ----- | ----- | ----- | --------- |
| 08 set | 13:00 | 'China '    | 3–1    | Polônia | 25–23 | 28–26 | 21–25 | 25–23 |       | 99–97 | 99–97     |
| 08 set | 15:30 | 'Camarões ' | 3–2    | Suíça   | 18–25 | 25–20 | 11–25 | 28–26 | 15–1  | 97–97 | 97–97     |

## Finais
|  | Semifinais                        | Semifinais                        |   |                                   | Final                             | Final |  |
|  |                                   |                                   |   |                                   |                                   |       |  |
|  | 08 Setembro de 2018 -18ː30 - PSH  |                                   |   |                                   |                                   |       |  |
|  | Brasil                            | 2                                 |   |                                   |                                   |       |  |
|  | Itália                            | 3                                 |   |                                   |                                   |       |  |
|  |                                   |                                   |   |                                   |                                   |       |  |
|  |                                   |                                   |   |                                   | 09 Setembro de 2018 -16ː00 - PSH  |       |  |
|  |                                   |                                   |   |                                   | Itália                            | 3     |  |
|  |                                   | Rússia                            | 0 |                                   |                                   |       |  |
|  |                                   |                                   |   |                                   |                                   |       |  |
|  |                                   |                                   |   |                                   |                                   |       |  |
|  |                                   |                                   |   |                                   | 3° lugar                          |       |  |
|  | 08 Setembro de 2018 - 21ː00 - PSH | 08 Setembro de 2018 - 21ː00 - PSH |   | 09 Setembro de 2018 - 13ː30 - PSH | 09 Setembro de 2018 - 13ː30 - PSH |       |  |
|  | Turquia                           | 1                                 |   | Brasil                            | 2                                 |       |  |
|  | Rússia                            | 3                                 |   |                                   | Turquia                           | 3     |  |

### Semifinal
| Data   | Hora  |         | Placar |           | Set 1 | Set 2 | Set 3 | Set 4 | Set 5 | Total | Relatório |
| ------ | ----- | ------- | ------ | --------- | ----- | ----- | ----- | ----- | ----- | ----- | --------- |
| 08 set | 18:30 | Brasil  | 2–3    | ' Itália' | 25–19 | 18–25 | 25–22 | 17-25 | 12-15 | 97–66 | 97–106    |
| 08 set | 21:00 | Turquia | 1–3    | ' Rússia' | 17–25 | 25–20 | 15–25 | 21–25 |       | 78–95 | 78–95     |

### Terceiro lugar
| Data   | Hora  |        | Placar |            | Set 1 | Set 2 | Set 3 | Set 4 | Set 5 | Total  | Relatório |
| ------ | ----- | ------ | ------ | ---------- | ----- | ----- | ----- | ----- | ----- | ------ | --------- |
| 09 set | 13:30 | Brasil | 2–3    | ' Turquia' | 16–25 | 18–25 | 25–23 | 25–20 | 13–15 | 97–108 | 97–108    |

### Final
| Data   | Hora  |           | Placar |        | Set 1 | Set 2 | Set 3 | Set 4 | Set 5 | Total | Relatório |
| ------ | ----- | --------- | ------ | ------ | ----- | ----- | ----- | ----- | ----- | ----- | --------- |
| 09 set | 16:00 | 'Itália ' | 3–0    | Rússia | 25–21 | 30–28 | 26–24 |       |       | 81–73 | 81–73     |

## Classificação final
| # | Equipe   |
| - | -------- |
|   | Itália   |
|   | Rússia   |
|   | Turquia  |
| 4 | Brasil   |
| 5 | China    |
| 6 | Polônia  |
| 7 | Camarões |
| 8 | Suíça    |

## Premiações individuais
Nesta edição não ocorreu a premiação individual com eleição da seleção do campeonato e sim premiaram as jogadoras que se destacaram individualmente por equipe juntamente com a melhor jogadora de toda competição, conforme abaixoː
| MVP (Most Valuable Player) | Paola Egonu          |
| Destaque do Brasil         | Gabriela Guimarães   |
| Destaque de Camarões       | Fotso Mogoung        |
| Destaque da China          | Lin Li               |
| Destaque da Itália         | Lucia Bosetti        |
| Destaque da Polônia        | Agnieszka Kakolewska |
| Destaque da Rússia         | Nataliya Goncharova  |
| Destaque da Suíça          | Thays Deprati        |
| Destaque da Turquia        | Cansu Özbay          |